# Edith Hoereth-Menge
Edith Hoereth-Menge (* 7. Februar 1888 in Eichstätt; † 18. April 1960 in München) war eine deutsche Kommunalpolitikerin (SPD). Sie war eine der bekanntesten Persönlichkeiten der westdeutschen Friedensbewegung.
Hoereth-Menge gehörte bereits vor dem Ersten Weltkrieg der Friedensbewegung an. Nach Ende des Zweiten Weltkriegs war sie ab Gründung Mitglied im Weltfriedensrat und im Friedenskomitee der Bundesrepublik.
Als Abgeordnete der SPD gehörte sie lange Jahre dem Münchner Stadtrat an. Wegen ihres Engagements gegen Atomwaffen wurde sie 1952 nach 30 Jahren Mitgliedschaft aus der Partei ausgeschlossen. Darauf gründete sie die Sozialgemeinschaft der Entrechteten (SdE) und trat im März 1952 bei der Wahl des Oberbürgermeisters an. Sie erhielt 2,2 Prozent der Stimmen.
Vom 10. November 1959 bis zum 8. April 1960 stand sie zusammen mit anderen Mitgliedern des Friedenskomitees in Düsseldorf vor Gericht. Der Generalbundesanwalt klagte sie wegen ihrer Betätigung im Friedenskomitee der Rädelsführerschaft in einer verfassungsfeindlichen Organisation an. Sie wurde zu einer Bewährungsstrafe verurteilt.

## Ehrungen
Für ihre großen Verdienste um den Erhalt des Friedens wurde sie mit der Clara-Zetkin-Medaille und kurz vor ihrem Tod mit der Goldenen Medaille des Weltfriedensrates ausgezeichnet.